# John D'Agata
Pour les articles homonymes, voir D'Agata.
John D'Agata (né en 1975 à Cap Cod, Massachusetts) est un essayiste américain. Considéré par David Foster Wallace comme l'un des écrivains américains les plus importants de ces dernières années, sa conception de l'essai, entre faits et réécriture littéraire de la réalité, rejetant la notion anglo-saxonne de « nonfiction », ne fait pas l'unanimité.
Il a également édité deux anthologies, The Next American Essay et The Lost Origins of the Essay.

## Œuvres
- Halls of Fame (Graywolf Press, 2003)
- About a Mountain (W.W. Norton, 2010)

- Trad. Sophie Renaut, Yucca Mountain, Bruxelles, Zones sensibles, 2012
- The Lifespan of a Fact (with Jim Fingal) (W.W. Norton, 2012)

- Trad. Henry Colomer, Que faire de ce corps qui tombe, Bruxelles, Vies Parallèles, 2015